# Giovanni Calderón
Giovanni Óscar Calderón Bassi (Vallenar, 8 de julio de 1971) es un abogado y político chileno, miembro del partido Unión Demócrata Independiente. Desde el 2010 hasta el 2014 fue diputado por el distrito N.° 6, correspondiente a las comunas de Alto del Carmen, Caldera, Freirina, Huasco, Tierra Amarilla y Vallenar. Desde el año 2018 a la fecha ha sido el director Ejecutivo de la Agencia de Sustentabilidad y Cambio Climático de la CORFO.

## Primeros años y personal
Realizó sus estudios primarios y secundarios en el Liceo Pedro Troncoso Machuca, la Escuela República de Colombia DN63 y en el Instituto Nacional. Luego ingresó a la Pontificia Universidad Católica de Valparaíso, de la que egresó de la carrera de Derecho, para posteriormente recibir el título de abogado.

### Carrera política
Fue elegido Diputado por el Distrito n.º 6 para el período 2010 a 2012. En la Cámara de Diputados, fue miembro de las Comisiones permanentes de Constitución, Legislación y Justicia, y de Seguridad Ciudadana y Drogas. Asimismo, ha sido miembro de las Comisiones Investigadoras de Gasto de Fondos Públicos asignados a ONG durante los años 2006-2010, de Seguridad Ciudadana relativa a los hechos sucedidos el 27-F, y del denominado "Caso Bombas".[cita requerida] Candidato a Alcalde por Maipú,

## Controversias
Mientras era presidente de la comisión investigadora del proyecto Pascua Lama, Greenpeace le pide que se inhabilite por haber reconocido una cena con la Gerente de Asuntos Públicos e Institucionales de la Compañía Minera Barrick Gold, en medio del  proceso de investigación de la Cámara. Calderón era representante de la zona en que se emplaza el proyecto Pascua Lama, y se opuso a que se le retiren los permisos ambientales al proyecto, rechazando que el informe solicitara la revocación de los permisos a Pascua Lama.
Durante su gestión como director ejecutivo de la Agencia de Sustentabilidad y Cambio Climático de la CORFO Calderón fue parte de una polémica por tener además un contrato de trabajo en el senado como coordinador de los asesores de los senadores de la UDI, obteniendo una remuneración superior al del presidente de la república.

## Historial electoral

### Elecciones parlamentarias de 2009
- Elecciones Parlamentarias de 2009 a Diputado por el Distrito 6 (Alto del Carmen, Caldera, Freirina, Huasco, Tierra Amarilla y Vallenar)[7]

### Elecciones parlamentarias de 2013
- Elecciones parlamentarias de 2013, para el Distrito 6, Alto del Carmen, Caldera, Freirina, Huasco, Tierra Amarilla y Vallenar[8]

### Elecciones de consejeros constituyentes de 2023
- Elecciones de consejeros constitucionales de 2023, para la Circunscripción 4 (Región de Atacama)[9]